# Casino Primitivo de Albacete
El Casino Primitivo es un edificio modernista del primer tercio del siglo XX situado en la ciudad española de Albacete.

## Historia
Inaugurado en 1849, es el casino más antiguo de Albacete. Su primera sede estuvo situada en la casa de Pertusa de la calle Rosario hasta que en 1854 se trasladó a la calle Mayor. 
Sin embargo, el edificio actual fue construido en 1927 en la calle Tesifonte Gallego de la capital albaceteña, una de las más importantes de la ciudad, con motivo de la ampliación por esa vía de su segunda sede, que se quedó pequeña.

## Características
El edificio, de estilo modernista, finge la antesala de un teatro decimonónico. Es obra de los arquitectos Julio Carrilero y Manuel Múñoz. 
El interior destaca por su extremado lujo con salones de estilo palaciego. Lugar de interés turístico de la capital albaceteña, en la actualidad es un centro cultural con restaurante y cafetería.